# Gyula Gömbös
Gyula Gömbös de Jákfa (Murga, 26 dicembre 1886 – Monaco di Baviera, 6 ottobre 1936) è stato un politico ungherese, Primo ministro dell’Ungheria dal 1932 al 1936.

## Biografia
Entrato in giovane età nell'esercito austro-ungarico, combatté nella prima guerra mondiale. Oppositore della dinastia Asburgo e fautore dell'indipendenza del suo Paese, in seguito alla sconfitta dell'Austria-Ungheria e allo smembramento dell'impero si unì alle forze conservatrici presenti nel governo di Seghedino opponendosi ai comunisti guidati da Béla Kun che avevano preso il potere nel 1919, proclamando la Repubblica sovietica ungherese.
Diventato alleato di Miklós Horthy, divenne ministro della Difesa nel governo controrivoluzionario da questi guidato. Nel 1920, quando Horthy fu nominato reggente d'Ungheria, Gömbös divenne leader del movimento conservatore opponendosi al tentativo fatto da Carlo IV di impossessarsi nuovamente del trono nel 1921.
Nel 1929 Gömbös venne nominato ministro della Difesa del governo Bethlen. Nel 1932 Horthy lo nominò Primo ministro. Gömbös si impegnò sin dall'inizio nel cercare un'alleanza con l'Italia di Mussolini e con l'Austria per cercare di ottenere una revisione del trattato del Trianon.
Quando Hitler venne nominato cancelliere nel 1933, Gömbös fu il primo capo di governo a fargli visita firmando una serie di accordi commerciali per cercare di risollevare l'esausta economia ungherese. All'inizio del 1935, Gömbös riuscì finalmente a convincere Horthy a sciogliere il parlamento e ad indire nuove elezioni. Gömbös uscì rafforzato dalle urne e riuscì ad esercitare un maggiore controllo sull'esercito.
Il 6 ottobre 1936, a causa di complicazioni legate a gravi problemi renali che lo affliggevano da tempo, Gömbös morì a Monaco di Baviera.